# Lill János
Lill János (Tamási, 1899. február 28. – ?) magyar hajógép-üzemvezető, műszaki tisztviselő, országgyűlési képviselő.

## Élete
1899-ben született a Tolna vármegyei Tamásiban, Lill Gyula és Prehalek Mária iparos szülők gyermekeként, vallása római katolikus. Az óbudai hajógyárban volt géplakatos tanonc, majd a mesterségének kitanulása után – magánúton – középiskolai tanulmányokba is fogott, utóbbiakat csak apjának váratlan – üzemi baleset folytán bekövetkezett – halála miatt nem tudta befejezni.
Az első világháborúba annak utolsó évében kapcsolódott be, a szerb és a román hadszíntereken, a dunai flottillához beosztott hajókon szolgálatot teljesítve. 1918 decemberében Vukováron fogságba esett és csak 1920 júniusában térhetett haza Magyarországra, sok viszontagság után. Itthon előbb csak fizikai munkásként tudott elhelyezkedni, később lehetősége nyílt különféle ipari és kereskedelmi szaktanfolyamok elvégzésére is, ezek nyomán pedig apránként a szakmai raglétrán is egyre előrébb jutott. 1929. november 7-én Békásmegyeren feleségül vette Berg Erzsébet háztartásbelit.
A politikai életben komolyabban 1939-től vett részt, amikor is az akkori országgyűlési választáson, a Nyilaskeresztes Párt budapesti I. kerületi lajstromán parlamenti mandátumot szerzett.